# Enmešara
Enmešara je bil v sumerski in akadski mitologiji podzemni bog prava. Opisan je kot božanstvo sonca, zaščitnik čred in rastja in zato izenačen z bogom Nergalom. Po  drugi strani je bil opisan kot Enlilov prednik, ki ga je Enlil ubil.

## Vir
- Michael Jordan. Encyclopedia of Gods. Kyle Cathie Limited, 2002.